# W-League 2008/09
De W-League 2008-09 (of Westfield W-League, naar sponsor Westfield Group) was het eerste seizoen van de W-League, de hoogste voetbalcompetitie in het vrouwenvoetbal in Australië.
Aan deze geslotencompetitie nemen acht clubs deel, zeven elftallen zijn verbonden aan de clubs die in de A-League (de hoogste mannendivisie,) spelen, de achtste club komt uit de hoofdstad Canberra.
De eerste fase bestond uit tien competitie ronden die werden gespeeld van 25 oktober tot en met 28 december. Hierna vond in januari de eindronden plaats middels het knock-outsysteem tussen de top vier van de eindtsand na tien ronden.

## Competitie

### Thuis- en uitwedstrijden

#### Speeldag 1
|                       |             |                                    |           |                                                    |
| 25 oktober 2008 13:00 | Perth Glory | 0-4                                | Sydney FC | Members Equity Stadium Scheidsrechter: Sara Hodson |
| 25 oktober 2008 13:00 |             | Kamis 6' 8' Small 39' Garriock 61' |           | Members Equity Stadium Scheidsrechter: Sara Hodson |

|                       |                      |     |                        |                                             |
| 25 oktober 2008 16:00 | Melbourne Victory    | 2-0 | Central Coast Mariners | Docklands Stadium Scheidsrechter: Lee Corey |
| 25 oktober 2008 16:00 | Oostdam 52' Tegg 60' |     |                        | Docklands Stadium Scheidsrechter: Lee Corey |

|                       |                                          |     |                 |                                                                                           |
| 25 oktober 2008 17:00 | Queensland Roar                          | 4-1 | Adelaide United | Queensland Sport and Athletics Centre Toeschouwers: 835 Scheidsrechter: Kirralee Gardener |
| 25 oktober 2008 17:00 | Harch 22' 66' Colthorpe 58' Ferguson 64' |     | Black 46'       | Queensland Sport and Athletics Centre Toeschouwers: 835 Scheidsrechter: Kirralee Gardener |

|                       |                       |     |                 |                                                                    |
| 26 oktober 2008 13:30 | Newcastle United Jets | 2-1 | Canberra United | Wanderers Oval Toeschouwers: 1.100 Scheidsrechter: Jacqui Melksham |
| 26 oktober 2008 13:30 | Gill 24' 82'          |     | McDonnell 2'    | Wanderers Oval Toeschouwers: 1.100 Scheidsrechter: Jacqui Melksham |

#### Speeldag 2
|                       |                    |     |                       |                                               |
| 31 oktober 2008 16:45 | Adelaide United    | 3-2 | Newcastle United Jets | Hindmarsh Stadium Scheidsrechter: Sara Hodson |
| 31 oktober 2008 16:45 | Scalzi 11' 46' 50' |     | Day 38' Salisbury 89' | Hindmarsh Stadium Scheidsrechter: Sara Hodson |

|                       |                 |             |                 |                                                          |
| 1 november 2008 15:00 | Queensland Roar | 0-1         | Canberra United | Perry Park Toeschouwers: 610 Scheidsrechter: Pru Donohoe |
| 1 november 2008 15:00 |                 | Mowbray 16' |                 | Perry Park Toeschouwers: 610 Scheidsrechter: Pru Donohoe |

|                       |                       |     |                   |                                                    |
| 1 november 2008 16:00 | Sydney FC             | 2-1 | Melbourne Victory | Parramatta Stadium Scheidsrechter: Jacqui Melksham |
| 1 november 2008 16:00 | Bolger 55' Khamis 82' |     | Groenwald 24'     | Parramatta Stadium Scheidsrechter: Jacqui Melksham |

|                       |                                      |     |             |                                                                    |
| 1 november 2008 18:00 | Central Coast Mariners               | 3-1 | Perth Glory | Parramatta Stadium Toeschouwers: 832 Scheidsrechter: Amelia Morris |
| 1 november 2008 18:00 | Camilleri 69' Rollason 83' 91' (Pen) |     | May 85'     | Parramatta Stadium Toeschouwers: 832 Scheidsrechter: Amelia Morris |

#### Speeldag 3
|                       |                                      |     |             |                                                |
| 8 november 2008 16:00 | Melbourne Victory                    | 3-0 | Perth Glory | Bob Jane Stadium Scheidsrechter: Kate Jacewicz |
| 8 november 2008 16:00 | Karp 47' (pen) Hawkins 75' Bisby 82' |     |             | Bob Jane Stadium Scheidsrechter: Kate Jacewicz |

|                       |                       |                          |                 |                                                              |
| 8 november 2008 19:00 | Newcastle United Jets | 0-2                      | Queensland Roar | Oakes Oval Toeschouwers: 1.140 Scheidsrechter: Casey Reibelt |
| 8 november 2008 19:00 |                       | Beutel 14' Colthorpe 84' |                 | Oakes Oval Toeschouwers: 1.140 Scheidsrechter: Casey Reibelt |

|                       |                                    |     |                        |                                                     |
| 9 november 2008 14:30 | Adelaide United                    | 3-2 | Sydney FC              | Hindmarsh Stadium Scheidsrechter: Kirralee Gardener |
| 9 november 2008 14:30 | Black 7' Gilbert 30' Balomenos 48' |     | Khamis 4' Ledbrook 69' | Hindmarsh Stadium Scheidsrechter: Kirralee Gardener |

|                       |                 |     |                        |                                                                  |
| 9 november 2008 17:00 | Canberra United | 1-2 | Central Coast Mariners | McKellar Park Toeschouwers: 1637 Scheidsrechter: Jacqui Melksham |
| 9 november 2008 17:00 | Brush 51' (pen) |     | Simon 46', 73'         | McKellar Park Toeschouwers: 1637 Scheidsrechter: Jacqui Melksham |

#### Speeldag 4
|                        |            |     |                       |                                                |
| 15 november 2008 16:00 | Sydney FC  | 1-1 | Newcastle United Jets | Campbelltown Stadium Scheidsrechter: Lee Corey |
| 15 november 2008 16:00 | Khamis 48' |     | Gill 68'              | Campbelltown Stadium Scheidsrechter: Lee Corey |

|                        |                                            |     |                           |                                                     |
| 15 november 2008 16:00 | Perth Glory                                | 3-2 | Adelaide United           | Members Equity Stadium Scheidsrechter: Prue Donohoe |
| 15 november 2008 16:00 | McCallum 25' De Vanna 41' Alagich 56' (ed) |     | Black 90' Balomenos 90+3' | Members Equity Stadium Scheidsrechter: Prue Donohoe |

|                        |                        |                                                                              |                 |                                                    |
| 15 november 2008 18:00 | Central Coast Mariners | 0-5                                                                          | Queensland Roar | Campbelltown Stadium Scheidsrechter: Kate Jacewicz |
| 15 november 2008 18:00 |                        | Polkinghorne 12' Harch 66' Colthorpe 68' (pen) Kellond-Knight 80' Latham 89' |                 | Campbelltown Stadium Scheidsrechter: Kate Jacewicz |

|                        |                   |               |                 |                                                |
| 15 november 2008 19:00 | Melbourne Victory | 0-1           | Canberra United | Bob Jane Stadium Scheidsrechter: Casey Reibelt |
| 15 november 2008 19:00 |                   | McDonnell 24' |                 | Bob Jane Stadium Scheidsrechter: Casey Reibelt |

#### Speeldag 5
|                        |                 |     |                 |                                                               |
| 22 november 2008 16:00 | Canberra United | 0-0 | Adelaide United | McKellar Park Toeschouwers: 804 Scheidsrechter: Casey Reibelt |
| 22 november 2008 16:00 |                 |     |                 | McKellar Park Toeschouwers: 804 Scheidsrechter: Casey Reibelt |

|                        |                     |     |                   |                                             |
| 22 november 2008 17:00 | Queensland Roar     | 2-0 | Melbourne Victory | Ballymore Stadium Scheidsrechter: Lee Corey |
| 22 november 2008 17:00 | Beutel 33' Butt 57' |     |                   | Ballymore Stadium Scheidsrechter: Lee Corey |

|                        |                        |     |                        |                                                                     |
| 22 november 2008 18:00 | Sydney FC              | 2-0 | Central Coast Mariners | Campbelltown Stadium Toeschouwers: 652 Scheidsrechter: Prue Donohoe |
| 22 november 2008 18:00 | Khamis 23' Gilbert 38' |     |                        | Campbelltown Stadium Toeschouwers: 652 Scheidsrechter: Prue Donohoe |

|                        |                                                 |     |             |                                              |
| 23 november 2008 15:00 | Newcastle United Jets                           | 4-1 | Perth Glory | Wanderers Oval Scheidsrechter: Kate Jacewicz |
| 23 november 2008 15:00 | Pearce 17' Gill 24' Jones 27' Amber Neilson 76' |     | Tabain 6'   | Wanderers Oval Scheidsrechter: Kate Jacewicz |

#### Speeldag 6
|                        |                 |                                   |                   |                                                |
| 29 november 2008 14:30 | Adelaide United | 0-3                               | Melbourne Victory | Hindmarsh Stadium Scheidsrechter: Prue Donohoe |
| 29 november 2008 14:30 |                 | Kuralay 36', 71' Diagiammarco 64' |                   | Hindmarsh Stadium Scheidsrechter: Prue Donohoe |

|                        |                                    |       |           |                                                                 |
| 29 november 2008 15:00 | Queensland Roar                    | 3 - 0 | Sydney FC | Ballymore Stadium Toeschouwers: 580 Scheidsrechter: Sara Hodson |
| 29 november 2008 15:00 | Reuter 12' Ferguson 30' Beutel 63' |       |           | Ballymore Stadium Toeschouwers: 580 Scheidsrechter: Sara Hodson |

|                        |                          |     |                                          |                                                                          |
| 29 november 2008 18:00 | Central Coast Mariners   | 2-4 | Newcastle United Jets                    | Campbelltown Stadium Toeschouwers: 211 Scheidsrechter: Kirralee Gardener |
| 29 november 2008 18:00 | Rollason 65' Simon 90+1' |     | Jones 34' van Egmond 44', 46' Peters 77' | Campbelltown Stadium Toeschouwers: 211 Scheidsrechter: Kirralee Gardener |

|                        |                           |     |                     |                                                  |
| 30 november 2008 16:00 | Perth Glory               | 2-2 | Canberra United     | Members Equity Stadium Scheidsrechter: Lee Corey |
| 30 november 2008 16:00 | D'Ovidio 33' de Vanna 54' |     | Munoz 81' Sykes 89' | Members Equity Stadium Scheidsrechter: Lee Corey |

#### Speeldag 7
|                       |                 |                                                     |                        |                                                 |
| 6 december 2008 15:30 | Adelaide United | 0-6                                                 | Central Coast Mariners | Hindmarsh Stadium Scheidsrechter: Kate Jacewicz |
| 6 december 2008 15:30 |                 | Camilleri 34', 58' Kingsley 50', 60' Simon 62', 83' |                        | Hindmarsh Stadium Scheidsrechter: Kate Jacewicz |

|                       |                 |     |                 |                                                              |
| 6 december 2008 18:00 | Canberra United | 1-1 | Sydney FC       | McKellar Park Toeschouwers: 840 Scheidsrechter: Prue Donohoe |
| 6 december 2008 18:00 | Munoz 37'       |     | Marsh 43' (Pen) | McKellar Park Toeschouwers: 840 Scheidsrechter: Prue Donohoe |

|                       |                   |     |                       |                                                   |
| 6 december 2008 19:00 | Melbourne Victory | 1-0 | Newcastle United Jets | Epping Soccer Stadium Scheidsrechter: Sara Hodson |
| 6 december 2008 19:00 | Timko 82'         |     |                       | Epping Soccer Stadium Scheidsrechter: Sara Hodson |

|                       |                                 |     |                                                                   |                                                      |
| 7 december 2008 16:00 | Perth Glory                     | 3-5 | Queensland Roar                                                   | Members Equity Stadium Scheidsrechter: Casey Reibelt |
| 7 december 2008 16:00 | Kerr 7' De Vanna 40' Tabain 45' |     | Colthorpe 2' Harch 49' Kellond-Knight 57' Latham 89' Beutel 90+3' | Members Equity Stadium Scheidsrechter: Casey Reibelt |

#### Speeldag 8
|                        |                   |     |                                 |                                                |
| 13 december 2008 16:00 | Melbourne Victory | 1-3 | Queensland Roar                 | Bob Jane Stadium Scheidsrechter: Kate Jacewicz |
| 13 december 2008 16:00 | Timko 26'         |     | Beutel 9' Ferguson 23' Butt 55' | Bob Jane Stadium Scheidsrechter: Kate Jacewicz |

|                        |           |            |             |                                                                  |
| 13 december 2008 16:00 | Sydney FC | 0-1        | Perth Glory | Parramatta Stadium Toeschouwers: 300 Scheidsrechter: Sara Hodson |
| 13 december 2008 16:00 |           | Tabain 65' |             | Parramatta Stadium Toeschouwers: 300 Scheidsrechter: Sara Hodson |

|                        |                        |                                  |                 |                                                                        |
| 13 december 2008 18:00 | Central Coast Mariners | 0-3                              | Canberra United | Parramatta Stadium Toeschouwers: 300 Scheidsrechter: Kirralee Gardener |
| 13 december 2008 18:00 |                        | Brush 21' Crawford 71' Munoz 77' |                 | Parramatta Stadium Toeschouwers: 300 Scheidsrechter: Kirralee Gardener |

|                        |                       |     |                     |                                          |
| 14 december 2008 17:00 | Newcastle United Jets | 2-1 | Adelaide United     | Wanderers Oval Scheidsrechter: Lee Corey |
| 14 december 2008 17:00 | Smith 35' Neilson 81' |     | Balomenos 19' (Pen) | Wanderers Oval Scheidsrechter: Lee Corey |

#### Speeldag 9
|                        |                 |     |                                      |                   |
| 19 december 2008 19:30 | Adelaide United | 1-3 | Perth Glory                          | Hindmarsh Stadium |
| 19 december 2008 19:30 | Scalzi 90+2'    |     | Tabain 51' McCallum 71' D'Ovidio 86' | Hindmarsh Stadium |

|                        |                       |     |           |                                                                        |
| 20 december 2008 16:00 | Newcastle United Jets | 2-0 | Sydney FC | Campbelltown Stadium Toeschouwers: 300 Scheidsrechter: Jacqui Melksham |
| 20 december 2008 16:00 | Gill 21', 28'         |     |           | Campbelltown Stadium Toeschouwers: 300 Scheidsrechter: Jacqui Melksham |

|                        |                      |     |                        |                                                                  |
| 20 december 2008 18:00 | Queensland Roar      | 2-0 | Central Coast Mariners | Ballymore Stadium Toeschouwers: 940 Scheidsrechter: Prue Donohoe |
| 20 december 2008 18:00 | Beutel 50' Harch 56' |     |                        | Ballymore Stadium Toeschouwers: 940 Scheidsrechter: Prue Donohoe |

|                        |                                   |     |                            |               |
| 20 december 2008 18:00 | Canberra United                   | 3-2 | Melbourne Victory          | McKellar Park |
| 20 december 2008 18:00 | Brush 35' Mowbray 83' Chapman 90' |     | Groenewald 82' Oostdam 84' | McKellar Park |

#### Speeldag 10
|                        |                             |     |                   |                                                                    |
| 27 december 2008 16:00 | Central Coast Mariners      | 2-0 | Melbourne Victory | Parramatta Stadium Toeschouwers: 795 Scheidsrechter: Kate Jacewicz |
| 27 december 2008 16:00 | Kingsley 89' O'Reilly 90+3' |     |                   | Parramatta Stadium Toeschouwers: 795 Scheidsrechter: Kate Jacewicz |

|                        |                                   |     |                                             |                                                                    |
| 27 december 2008 18:00 | Sydney FC                         | 3-2 | Adelaide United                             | Parramatta Stadium Toeschouwers: 795 Scheidsrechter: Casey Reibelt |
| 27 december 2008 18:00 | Khamis 4' Ledbrook 6' Burgess 28' |     | Balomenos 52' Swaffer 59' Harrison 70', 86' | Parramatta Stadium Toeschouwers: 795 Scheidsrechter: Casey Reibelt |

|                        |                 |     |                 |                                                                |
| 27 december 2008 18:00 | Canberra United | 1-1 | Queensland Roar | McKellar Park Toeschouwers: 712 Scheidsrechter: Jacqui Melsham |
| 27 december 2008 18:00 | Popovic 87'     |     | Munoz 65'       | McKellar Park Toeschouwers: 712 Scheidsrechter: Jacqui Melsham |

|                        |             |     |                       |                                                                    |
| 28 december 2008 16:00 | Perth Glory | 0-0 | Newcastle United Jets | Members Equity Stadium Toeschouwers: 693 Scheidsrechter: Lee Corey |
| 28 december 2008 16:00 |             |     |                       | Members Equity Stadium Toeschouwers: 693 Scheidsrechter: Lee Corey |

### Eindstand
| # | Club                   | AW | W | G | V | v-t | Info  |
| - | ---------------------- | -- | - | - | - | --- | ----- |
| 1 | Queensland Roar        | 10 | 8 | 1 | 1 | 25  | 27-7  |
| 2 | Newcastle Jets         | 10 | 5 | 2 | 3 | 17  | 17-12 |
| 3 | Canberra United        | 10 | 4 | 4 | 2 | 16  | 14-10 |
| 4 | Sydney FC              | 10 | 4 | 2 | 4 | 14  | 15-12 |
| 5 | Melbourne Victory      | 10 | 4 | 0 | 6 | 12  | 13-13 |
| 6 | Central Coast Mariners | 10 | 4 | 0 | 6 | 12  | 15-20 |
| 7 | Perth Glory            | 10 | 3 | 2 | 5 | 11  | 14-24 |
| 8 | Adelaide United        | 10 | 2 | 1 | 7 | 7   | 11-28 |

## Eindfase
| Datum        | Club            | Uitslagen    | Club            |
| ------------ | --------------- | ------------ | --------------- |
| Halve finale |                 |              |                 |
| 10 januari   | Newcastle Jets  | 0-1          | Canberra United |
| 11 januari   | Queensland Roar | 1-1 ns (5-4) | Sydney FC       |
| Finale       |                 |              |                 |
| 17 januari   | Queensland Roar | 2-0          | Canberra United |